# فریدریش پوکلسهایم

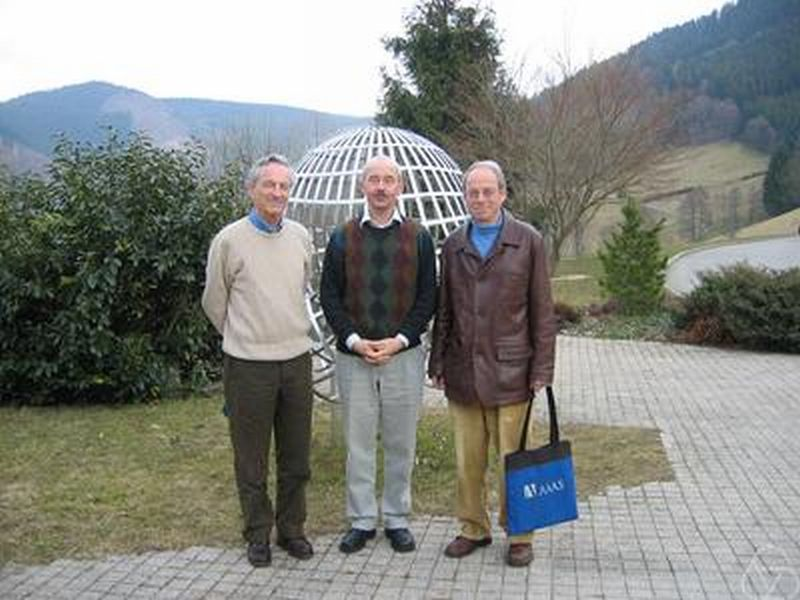
به ترتیب از راست به چپ: برامز، پوکلسهایم، و بالینسکی

فریدریش پوکلسهایم (به آلمانی: Friedrich Pukelsheim؛ زادهٔ ۸ سپتامبر ۱۹۴۸ در زولینگن) استاد فرایندهای تصادفی دانشگاه آوگسبورگ اهل آلمان است. او مبدع تسهیم‌بندی دوگانه تناسبی است. او از سال ۲۰۰۰ به صورت تخصصی روی روال‌های انتخاباتی تمرکز کرده‌است. او را متخصص تسهیم‌بندی تناسبی انتخابات پارلمانی در اروپا می‌دانند. روش ابداعی او برای اولین بار در انتخابات سال ۲۰۰۶ کانتون زوریخ مورد استفاده قرار گرفت.